# Stamford (Texas)
Stamford è un centro abitato degli Stati Uniti d'America situato nella Contea di Jones e nella contea di Haskell dello Stato del Texas.
La popolazione era di 3.124 persone al censimento del 2010. La parte della città nella contea di Jones è parte dell'area metropolitana di Abilene.

## Geografia fisica
Stamford si trova nelle campagne pianeggianti del Texas centro-occidentale, 41 miglia (66 km) a nord di Abilene, 132 miglia (212 km) a ovest di Fort Worth, 137 miglia (220 km) a sud-est di Lubbock, e 160 miglia (257 km) a ovest dell'Aeroporto Internazionale di Dallas-Fort Worth.
Secondo lo United States Census Bureau, ha un'area totale di 12,9 miglia quadrate (33,4 km²), di cui 6,0 miglia quadrate (15,5 km²) di terreno e 6,9 miglia quadrate (17,9 km²) (53.62%) d'acqua.

## Società

### Evoluzione demografica
Secondo il censimento del 2000, c'erano 3.636 persone, 1.402 nuclei familiari e 971 famiglie residenti nella città. La densità di popolazione era di 610,2 persone per miglio quadrato (235,5/km²). C'erano 1.713 unità abitative a una densità media di 287,5 per miglio quadrato (111,0/km²). La composizione etnica della città era formata dal 74,01% di bianchi, il 7,92% di afroamericani, l'1,38% di nativi americani, lo 0,11% di asiatici, il 14,80% di altre razze, e l'1,79% di due o più etnie. Ispanici o latinos di qualunque razza erano il 26,93% della popolazione.
C'erano 1.402 nuclei familiari di cui il 34,2% aveva figli di età inferiore ai 18 anni, il 51,3% aveva coppie sposate conviventi, il 13,5% aveva un capofamiglia femmina senza marito, e il 30,7% erano non-famiglie. Il 28,3% di tutti i nuclei familiari erano individuali e il 17,6% aveva componenti con un'età di 65 anni o più che vivevano da soli. Il numero di componenti medio di un nucleo familiare era di 2,48 e quello di una famiglia era di 3,03.
La popolazione era composta dal 27,6% di persone sotto i 18 anni, il 6,2% di persone dai 18 ai 24 anni, il 23,5% di persone dai 25 ai 44 anni, il 21,0% di persone dai 45 ai 64 anni, e il 21,6% di persone di 65 anni o più. L'età media era di 40 anni. Per ogni 100 femmine c'erano 88,8 maschi. Per ogni 100 femmine dai 18 anni in giù, c'erano 80,2 maschi.
Il reddito medio di un nucleo familiare era di 24.079 dollari e quello di una famiglia era di 28.438 dollari. I maschi avevano un reddito medio di 22.453 dollari contro i 16.786 dollari delle femmine. Il reddito pro capite era di 14.028 dollari. Circa il 22,0% delle famiglie e il 24,7% della popolazione erano sotto la soglia di povertà, incluso il 37,2% di persone sotto i 18 anni e il 21,0% di persone di 65 anni o più.
Secondo il censimento del 2010, 3.124 persone risiedevano nella città.